# 타니스의 대스핑크스상
타니스의 대스핑크스상(프랑스어: Grand sphinx de Tanis)은 고대 이집트 고왕국 시대에 화강암으로 제작된 스핑크스 대석상이다. 프랑스 루브르 박물관에 소장되어 있다.

## 역사
1825년 이집트 제21왕조와 제23왕조의 수도였던 타니스의 아문라 신전 유적에서 발견되었다. 석상 자체는 훨씬 더 이른 시기에 만들어졌으나, 정확한 제작연대는 알 수 없어, 이르면 기원전 26세기 제4왕조 시대부터 늦으면 제12왕조 시기까지 다양한 설이 제기되고 있다. 스핑크스상에 새겨진 제작 당시의 비문은 대부분 지워졌으며, 남은 흔적으로는 아메넴하트 2세 (제12왕조), 메르넵타 (제19왕조), 셰숑크 1세 (제22왕조)의 이름을 대략 언급하고 있을 뿐이다.
본래 헨리 솔트의 2차 이집트 컬렉션에 속하였으나, 장프랑수아 샹폴리옹이 프랑스 정부를 대신하여 구입, 1826년 루브르 박물관이 다시 인수하여 지금에 이른다. 처음에는 쿠르 카레 (Cour Carrée)의 중심부에 배치하여 야외전시의 형태로 공개할 계획이었으나 실현되지는 않았다. 1828년부터 박물관 안뜰에 처음 전시되었으며, 그 자리는 '스핑크스의 심장'(cour du Sphinx)이란 이름이 붙었다.
1848년에는 야외전시를 마치고 지금도 이집트 고미술품관의 조각상 대표 전시실로 남아있는 '앙리 6세 갤러리'로 이전 배치되었으며, 1930년대에 이르러 알베르 페랑 (Albert Ferran)의 설계로 쿠르 카레의 남쪽동의 두 구역을 연결하는 지하실을 신축하면서 그곳으로 이전되어 지금까지 그 자리를 지키고 있다. 오늘날의 박물관  위치로 따지면 쉴리관 1층 338호로 분류된다.

## 갤러리

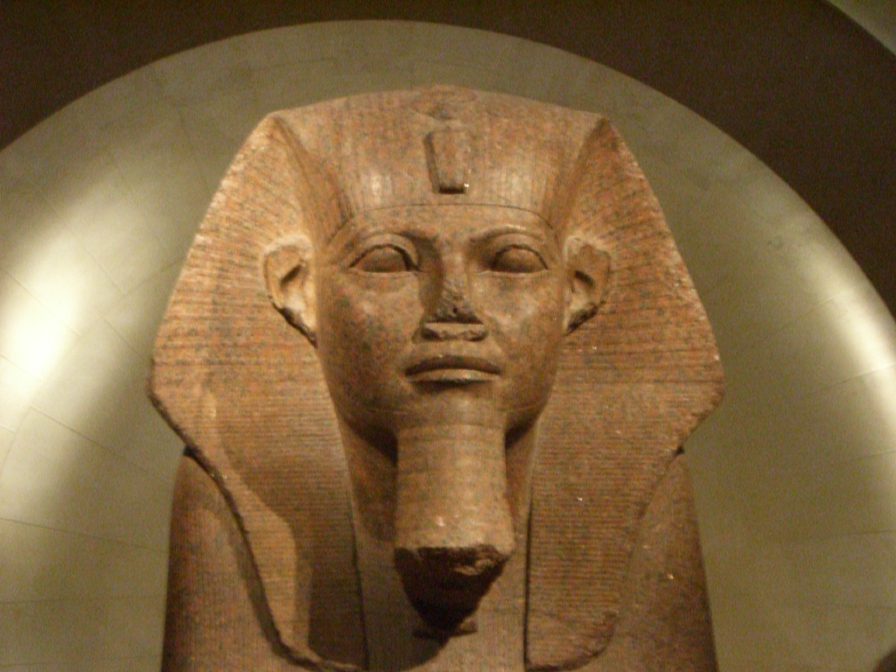
두상부의 확대
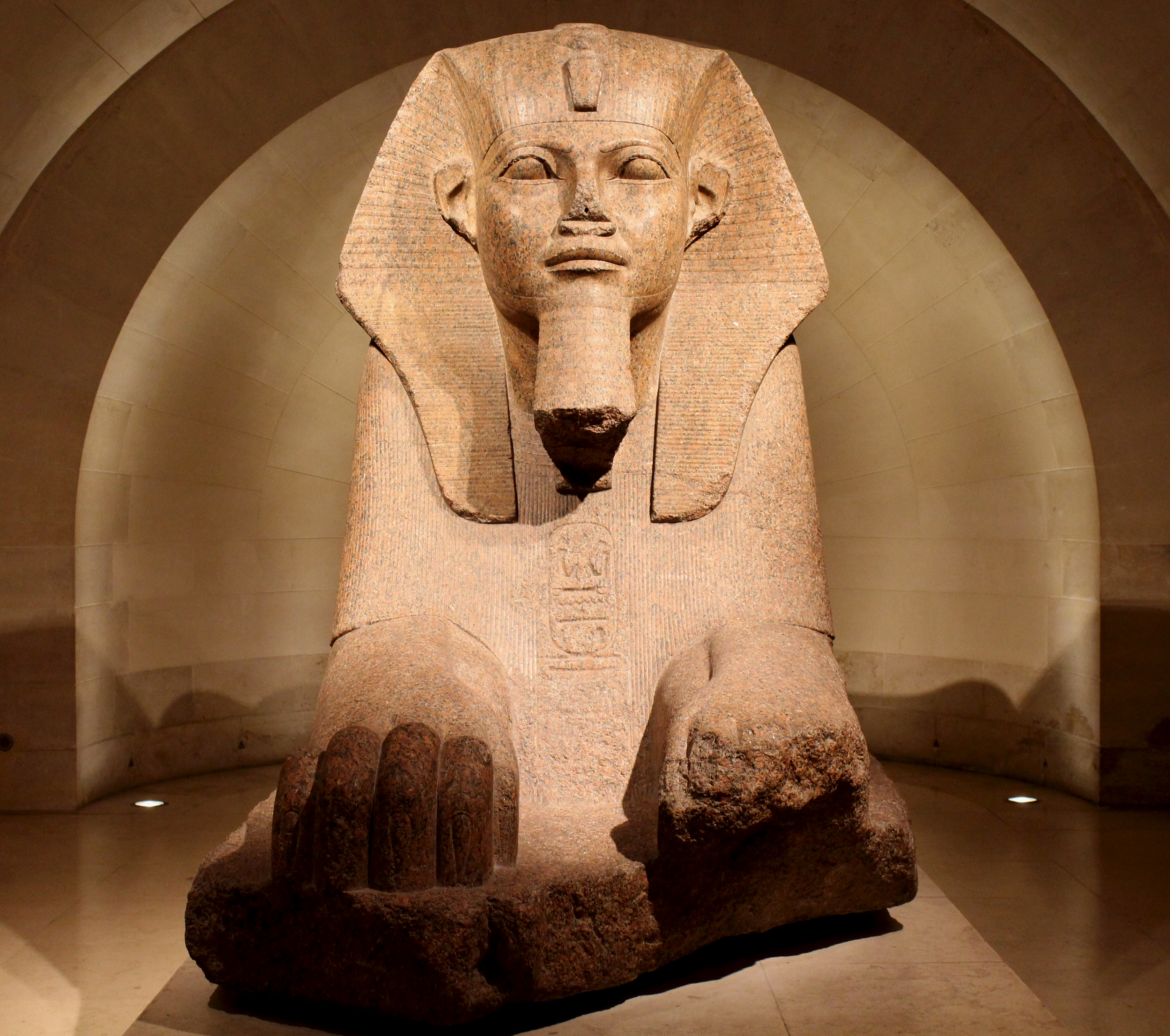
정면
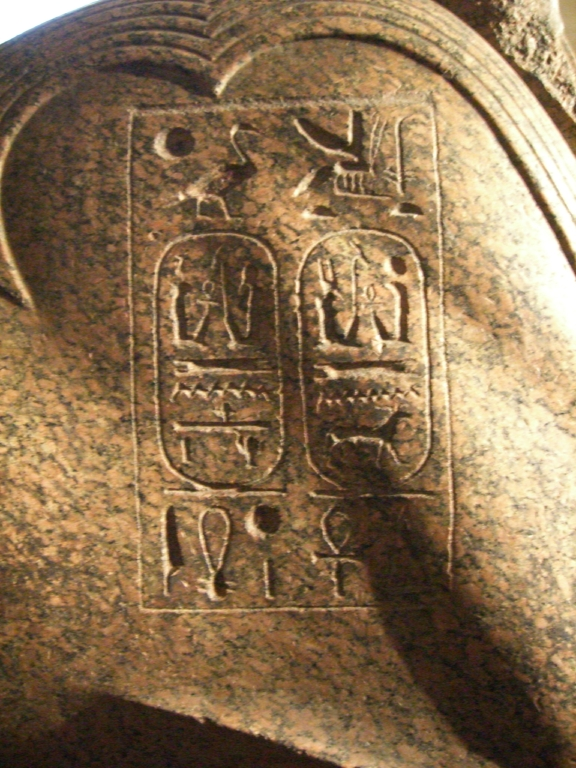
오른쪽 어깨에 새겨진 메르넵타의 이름

## 같이 보기
- 멤피스의 스핑크스상